# Cadillac

Cadillac Model A

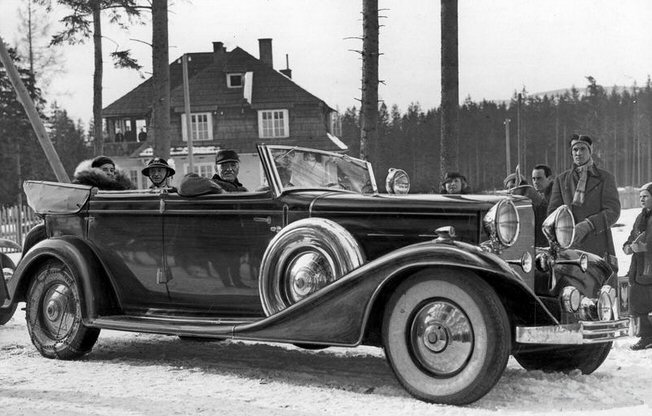
Cadillac 355C prezydenta Polski Ignacego Mościckiego

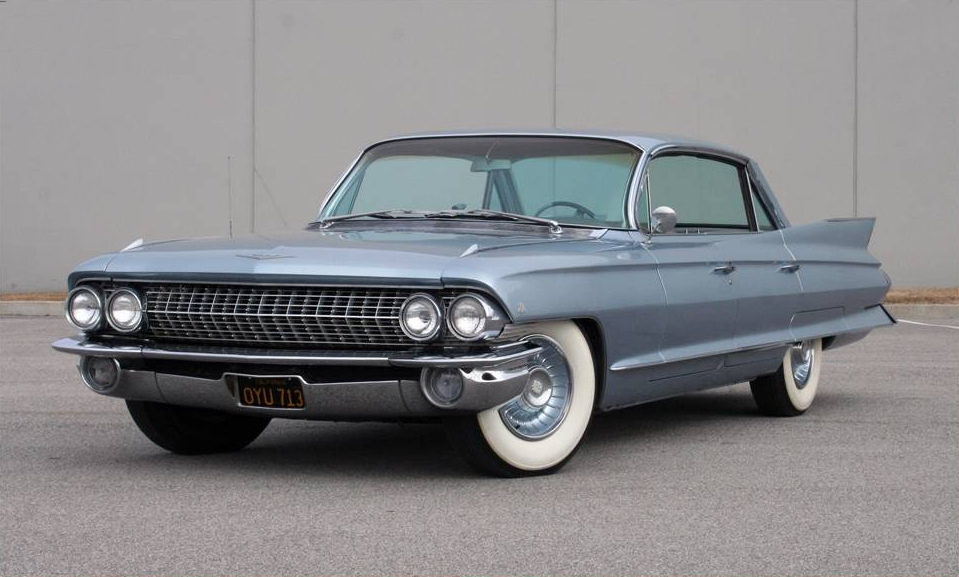
Cadillac DeVille

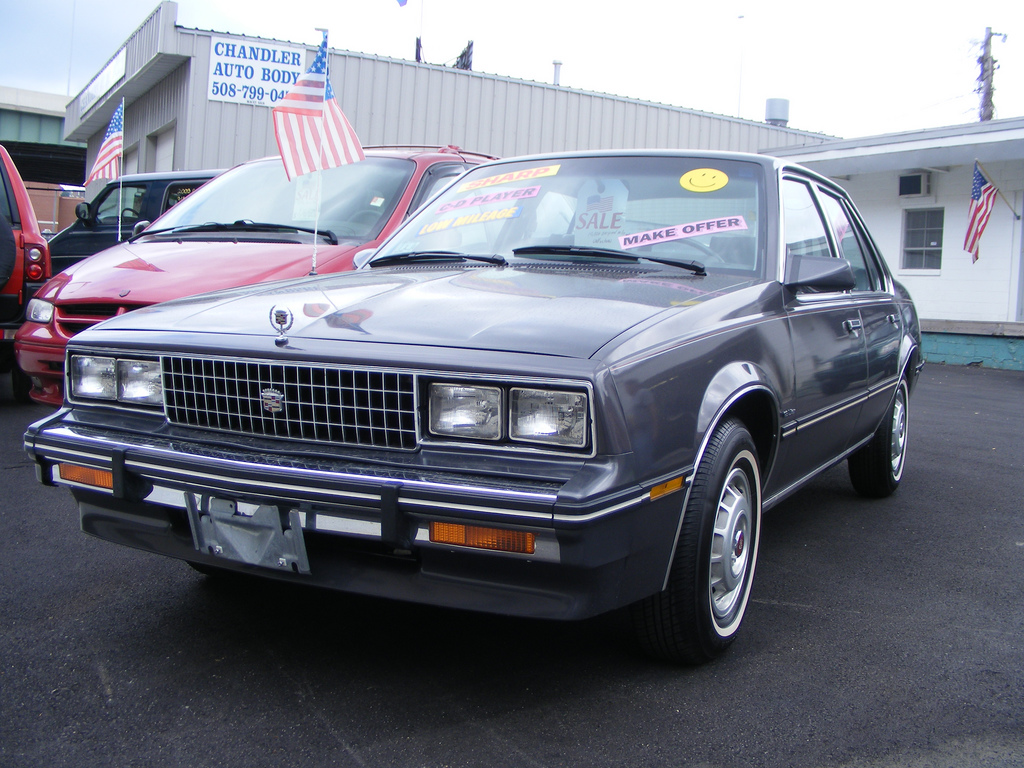
Cadillac Cimarron

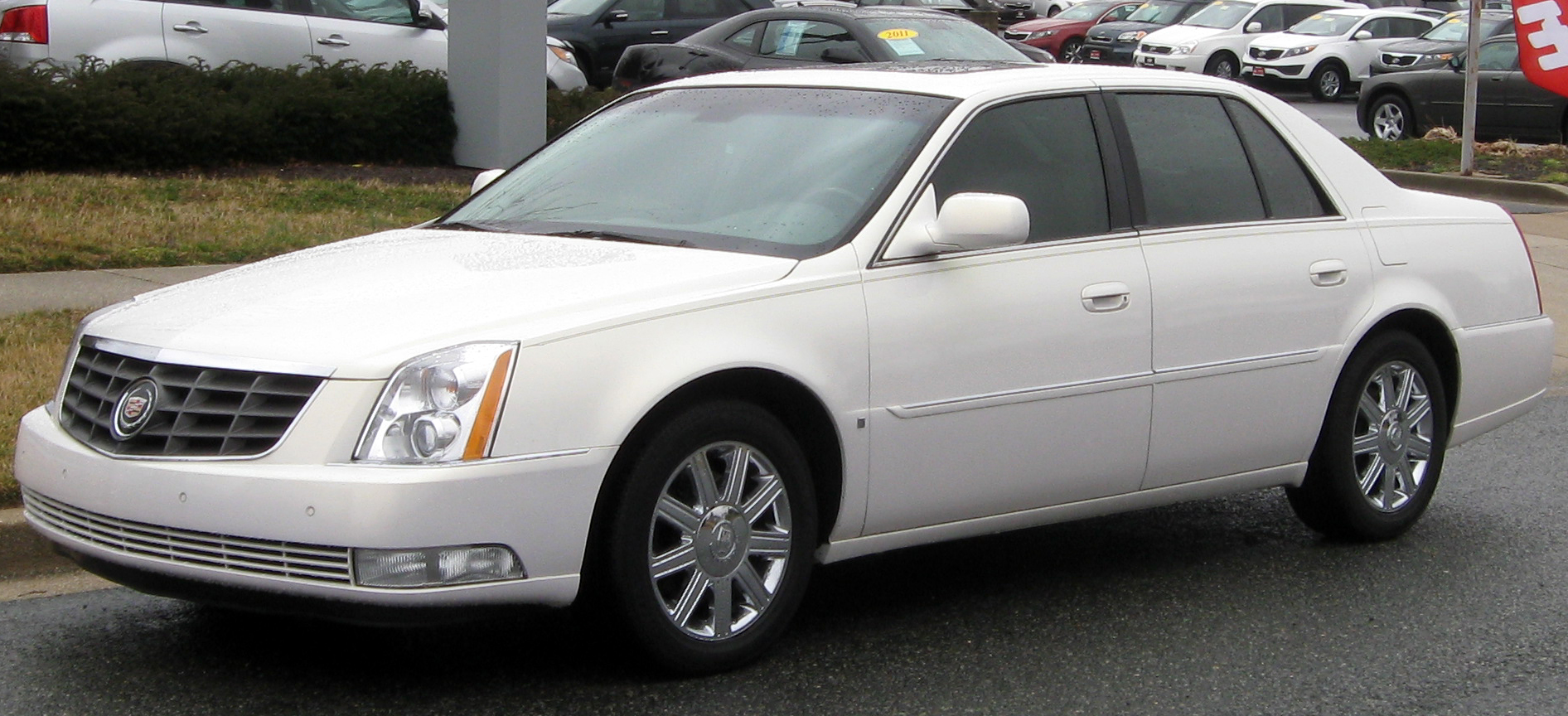
Cadillac DTS

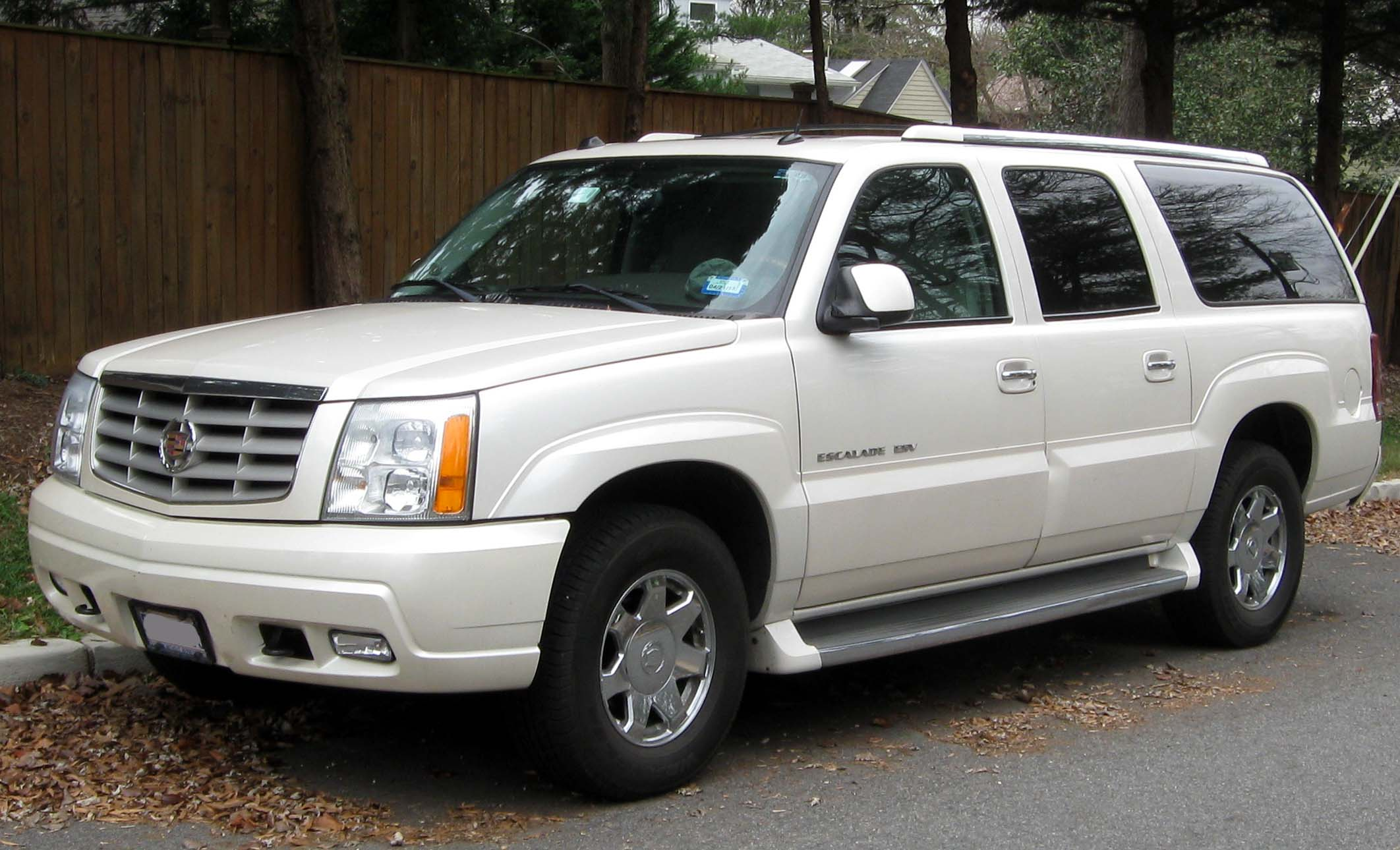
Cadillac Escalade

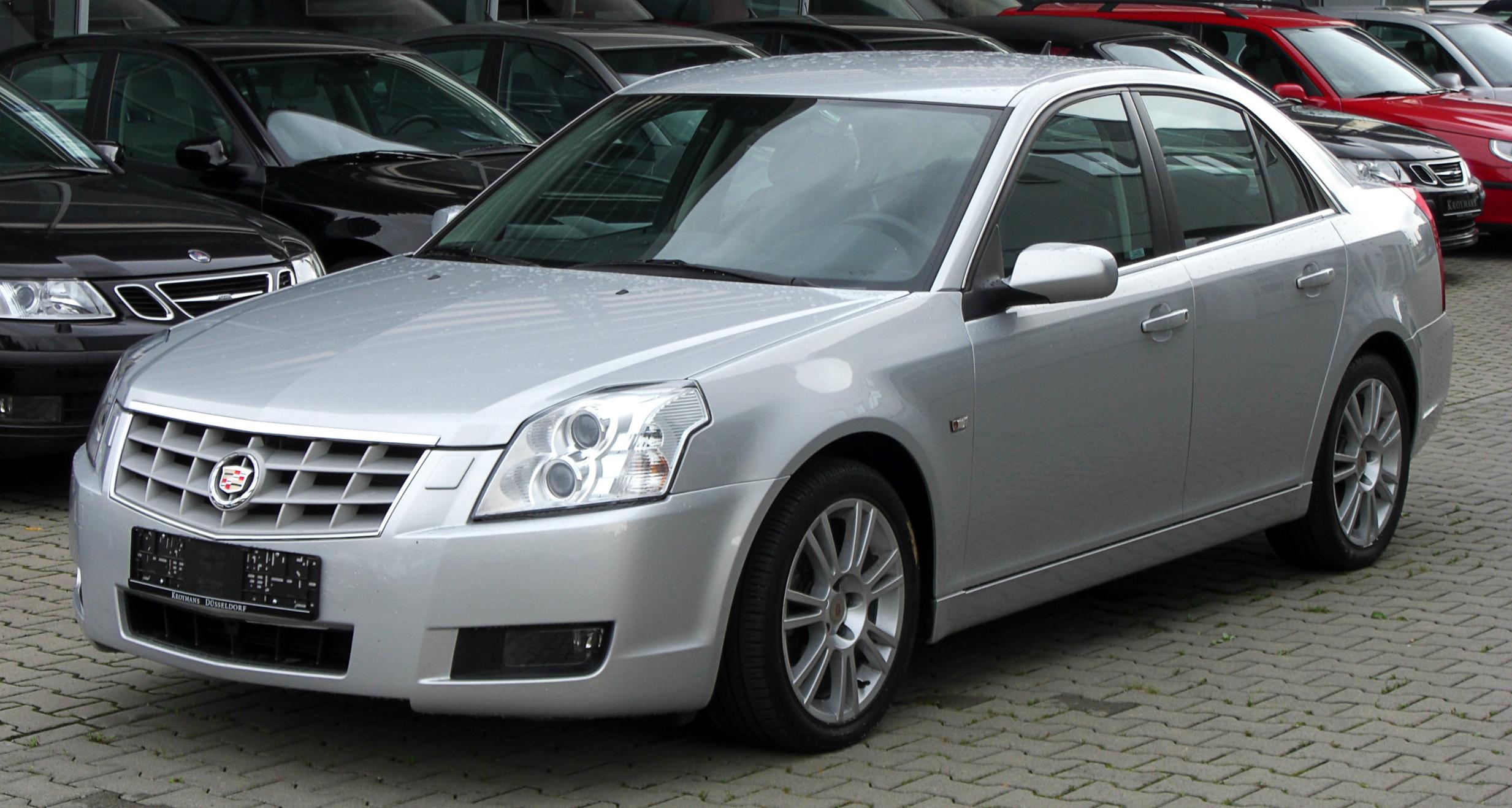
Cadillac BLS

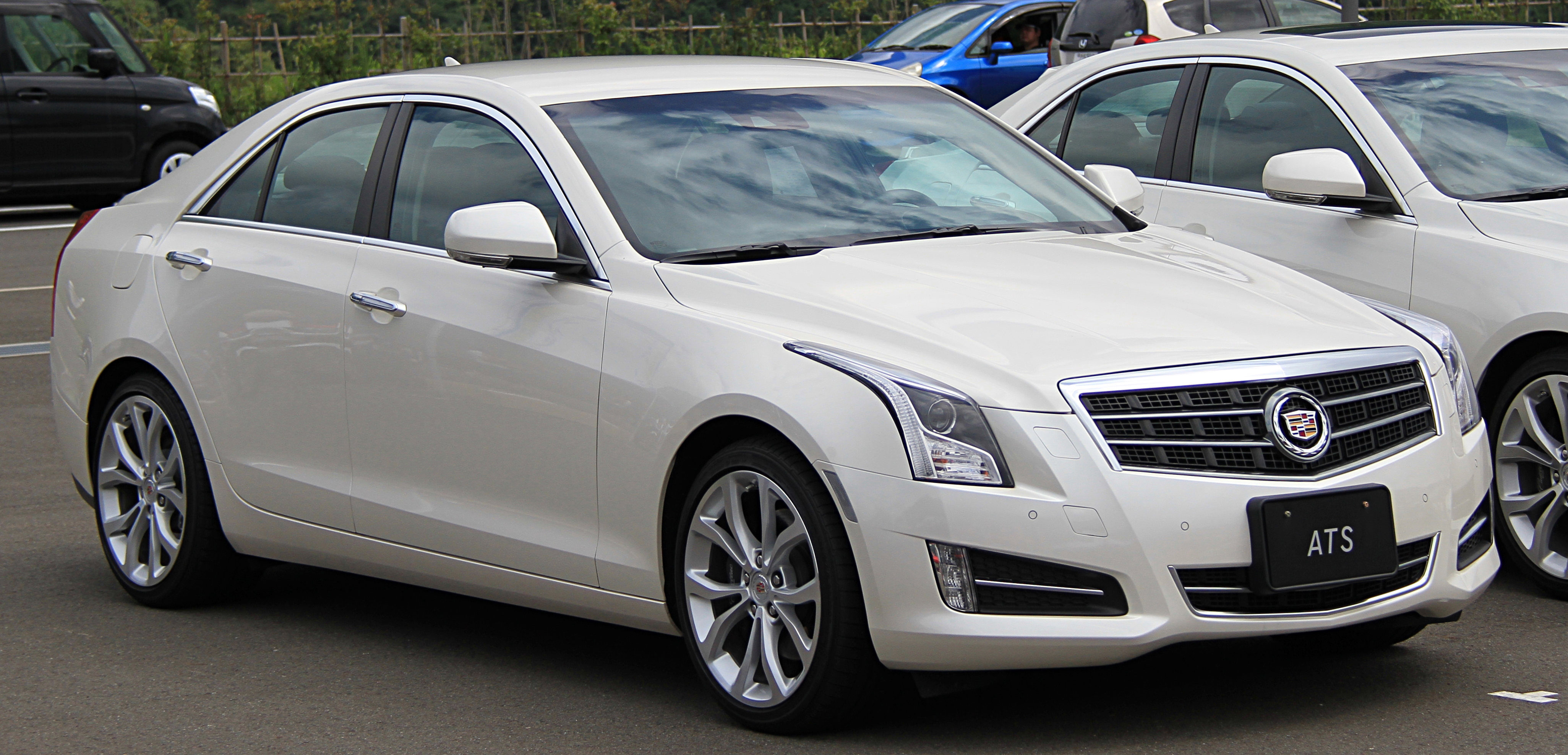
Cadillac ATS

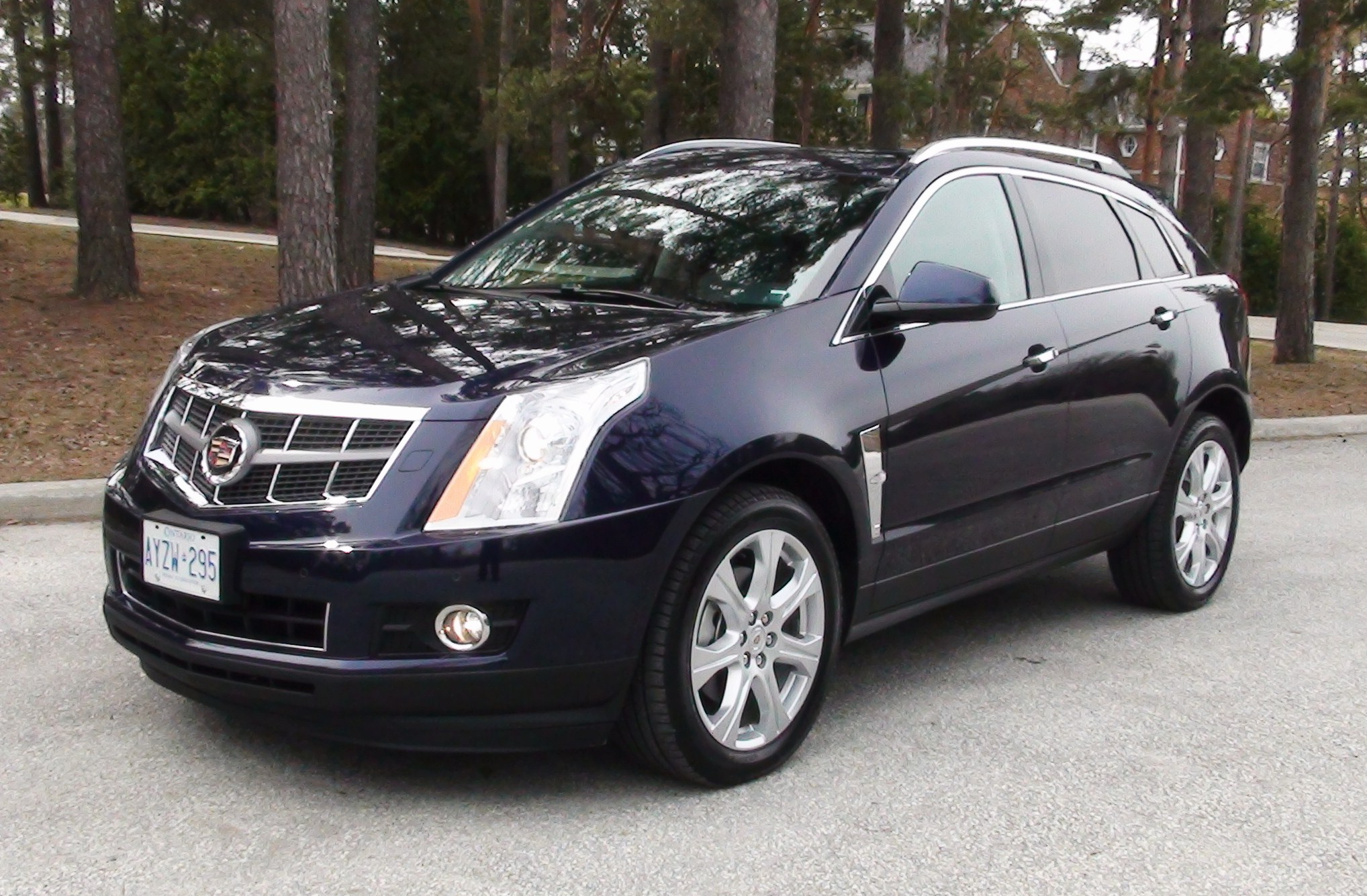
Cadillac SRX

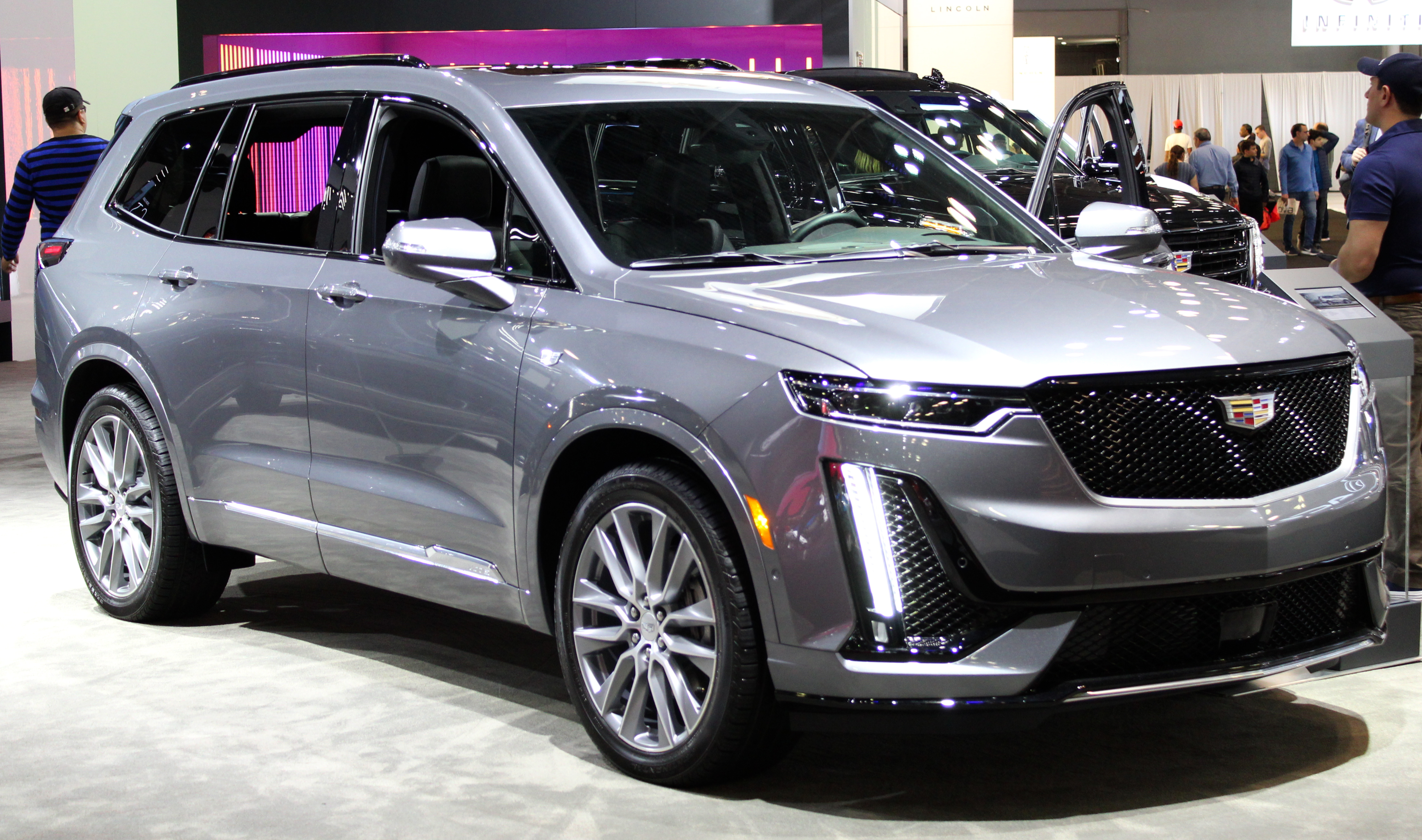
Cadillac XT6

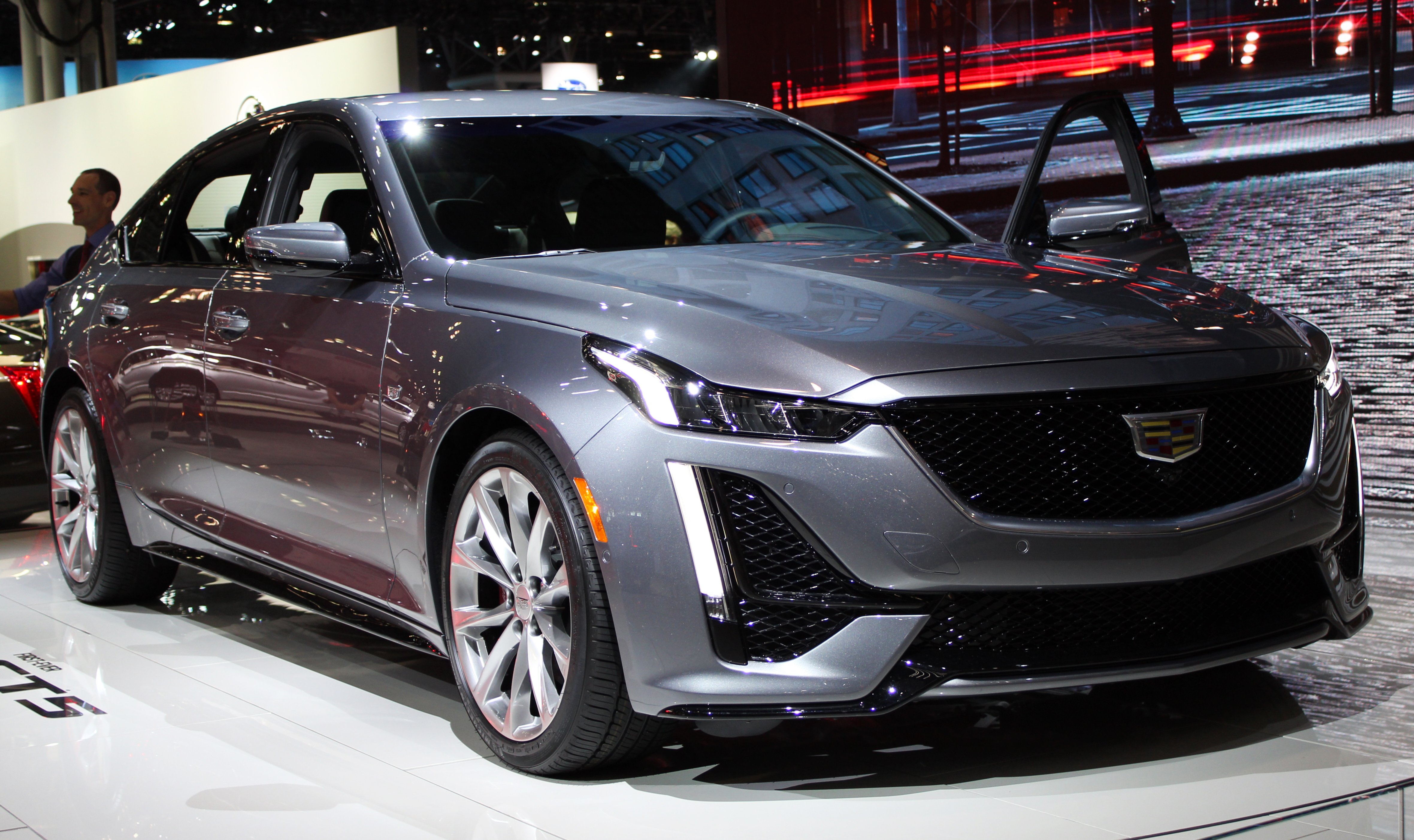
Cadillac CT5

Cadillac – amerykański producent luksusowych samochodów osobowych, SUV-ów i samochodów sportowych z siedzibą w Warren, działający od 1902 roku. Należy do amerykańskiego koncernu General Motors.

## Historia
Historia powstania marki Cadillac sięga roku 1890, kiedy to Henry Leland założył w Detroit mały warsztat w którym wytwarzano silniki parowe oraz benzynowe początkowo dla łodzi, a następnie koła zębate dla fabryki samochodów Oldsmobile. W 1899 roku Henry Ford założył w Detroit pierwszą spółkę Detroit Automobile Company, którą po kilku miesiącach przekazał Lelandowi. W sierpniu 1902 roku w warsztacie Lelanda zjawili się William Murphy i Lemuel Bowen, dwaj inwestorzy w firmie Forda, którzy nie byli zadowoleni z dotychczasowej współpracy z Fordem oraz chcieli wycofać się z interesu.
Leland zainteresował swoich gości silnikiem, który bezskutecznie próbował sprzedać marce Oldsmobile oraz propozycją stworzenia własnej marki, którą nazwał Cadillac od nazwiska kawalera francuskiego – Antoine’a de la Mothe Cadillaca, założyciela około 1701 roku miejscowości Ville d’Etroit na zachodnim brzegu jeziora Erie, która z czasem rozrosła się do rozmiarów pokaźnego miasta, a w XX wieku stała się centrum amerykańskiego przemysłu samochodowego i rozpoczął montaż samochodów z podzespołów kupowanych u innych producentów. Tak w 1903 roku zbudował pierwszy pojazd marki – model Cadillac A wyposażony w jednocylindrowy silnik benzynowy o mocy 10 KM.
W 1909 roku po raz pierwszy zastosował silnik czterocylindrowy. W 1909 roku marka została przejęta przez rodzimy koncern motoryzacyjny General Motors zachowując swoją pierwotną nazwę. W 1912 roku rozpoczęto produkcję pierwszego pojazdu wyposażonego w elektryczne oświetlenie oraz elektryczny rozrusznik, a rok później opracowano pierwszy ośmiocylindrowy silnik benzynowy w układzie V o mocy 71 KM. W 1930 roku wprowadzono silnik V16 w modelu Sixty Special. Na kilka lat podczas II wojny światowej marka znikła z rynku. Krótko po zakończeniu wojny ponownie powróciła.

## Modele samochodów

### Obecnie produkowane

#### Samochody osobowe
- CT4
- CT5
- CT6

#### Samochody elektryczne
- Optiq
- Lyriq
- Escalade IQ
- Celestiq

#### Crossovery i SUV-y
- XT4
- GT4
- XT5
- XT6
- Escalade
- Escalade ESV

### Historyczne
- Runabout & Tonneau (1904–1908)
- Model 30 (1909–1914)
- Type 51 (1915–1923)
- Type V-63 (1923–1925)
- Series 355 (1931–1935)
- V-12 (1930–1937)
- Series 60 (1936–1938)
- Series 65 (1937–1938)
- V-16 (1930–1940)
- Series 61 (1938–1951)
- Series 62 (1940–1964)
- Sixty Special (1938–1976)
- Calais (1965–1976)
- Fleetwood Brougham (1977–1986)
- Series 70 (1936–1987)
- Cimarron (1981–1988)
- Brougham (1986–1992)
- Allanté (1986–1993)
- Sixty Special (1987–1993)
- Fleetwood (1985–1996)
- Catera (1996–2001)
- Eldorado (1952–2002)
- Seville (1975–2004)
- DeVille (1958–2005)
- XLR (2003–2009)
- BLS (2005–2009)
- One (2009)
- STS (2004–2013)
- DTS (2005–2011)
- Escalade EXT (2001–2013)
- SRX (2003–2016)
- ELR (2013–2016)
- CTS (2002–2019)
- XTS (2011–2019)
- ATS (2012–2019)

### Modele koncepcyjne
- Cadillac NART (1970)
- Cadillac Cimarron Concept (1985)
- Cadillac Voyage (1988)
- Cadillac Solitaire (1989)
- Cadillac Aurora (1990)
- Cadillac Evoq (1999)
- Cadillac Eldorado Concept (2000)
- Cadillac Imaj (2000)
- Cadillac Vizon (2001)
- Cadillac Cien (2002)
- Cadillac Sixteen (2003)
- Cadillac Villa(2005)
- Cadillac BLS Concept (2005)
- Cadillac Provoq (2008)
- Cadillac CTS Coupe Concept (2008)
- Cadillac Converj (2009)
- Cadillac World Thorium Fuel (2009)
- Cadillac XTS Platinum (2010)
- Cadillac Aera (2010)
- Cadillac Urban Luxury Concept (2010)
- Cadillac Ciel (2011)
- Cadillac Elmiraj (2013)
- Cadillac Escala (2016)
- Cadillac Lyriq Concept (2020)
- Cadillac Sollei (2024)
- Cadillac Opulent Velocity (2024)